# Director digital
Un director digital o director de digitalización, en inglés, chief digital officer (CDO) o chief digital information officer (CDIO), es una persona que ayuda a una empresa, una organización estatal, un municipio o una ciudad a impulsar el crecimiento mediante la conversión de sus negocios y operaciones «analógicas» tradicionales a digitales, utilizando las modernas tecnologías y datos en línea. Se encarga de conducir los procesos de transformación digital y a veces también es responsable de la supervisión de operaciones en las áreas digitales que cambian rápidamente, tales como las aplicaciones móviles, bienes virtuales, redes sociales y similares,  como asimismo la gestión de la información y marketing basados en web. Este cargo se está extendiendo debido al desarrollo del comercio en línea y la Industria 4.0.

## Funciones y responsabilidades
Las responsabilidades del director digital de una organización son variadas y siguen evolucionando como el futuro de un director de sistemas de información (CIO) para asuntos digitales. El CDO no es solamente un experto digital, sino que también puede ser un gerente general experimentado. Debido a que su rol es transformacional, los CDO generalmente son los encargados de la adopción de tecnologías digitales en un negocio. Al igual que como ocurre con la mayoría de los cargos ejecutivos sénior, las funciones del CDO las establece la junta directiva de la organización u otra autoridad, dependiendo de la estructura legal de la organización. El director digital es responsable no solo de las experiencias del consumidor digital en todos los puntos de contacto comercial, sino también del proceso de transformación digital en su conjunto.
Entre las funciones del CDO también se contempla el diseño y ejecución de estrategias que aumenten la lealtad a la marca y la promoción en las redes sociales mediante:
- Determinar quiénes son y dónde están las personas que ejercen mayor influencia en una red, sector o comunidad (los influencers)
- Empoderar a estas personas con herramientas que permitan transmitir el mensaje y conducir la marca a través de la comunidad
- Escuchar a la comunidad, participar en el diálogo bidireccional con los clientes.

El puesto comparte la sigla en inglés CDO con otro de igual área y con funciones que en parte se superponen (el chief data officer), circunstancia que ha llevado a ciertas confusiones. Entre las fuentes en español hay inconsistencias, incluso en la atribución cruzada de estudios y cifras que pueden referirse a la otra posición también denominada CDO.

## Proyecciones
Según un estudio de la Chief Digital Officer Talent Map 2013, el primer nombramiento con este cargo se realizó en la compañía MTV en 2005, y en 2013 había 488 puestos, duplicándose cada año, especialmente en los medios de publicidad, comunicación y editoriales. Otro estudio realizado por Gartner preveía en 2012 que para el año 2015 un 25 % de las empresas ya habría creado y ocupado el cargo de director digital. Según otras fuentes esta difusión del cargo, aunque con un incremento constante, ha tomado un poco más de tiempo. En 2015 solo un 5 % de las grandes empresas tenían en su directorio a un CDO, cifra que, sin embargo, se multiplicó rápidamente en los años siguientes para alcanzar el 19 % en 2017.

## Posición en la estructura organizativa
Cada vez con más frecuencia, a los directores digitales se les asigna un puesto en la junta directiva de su compañía y, a menudo, están a solo uno o dos asientos de convertirse en Director Ejecutivo.